# Rivière de l'Orient (rivière Touladi)
Pour les articles homonymes, voir L'Orient.
La Rivière de l’Orient coule dans la réserve faunique de Rimouski et dans la municipalité de Esprit-Saint, dans la municipalité régionale de comté (MRC) de Rimouski-Neigette, dans la région administrative du Bas-Saint-Laurent, au centre de la péninsule gaspésienne, au Québec, au Canada.
Sur son cours vers le nord-est, puis le sud-ouest, la rivière de l’Orient coule entièrement en zone forestière. Son principal affluent est la rivière Verte (venant du nord-est).
Le bassin versant de la rivière de l’Orient n’est pas accessible par les routes forestières carrossables.

## Géographie
La Rivière de l’Orient prend sa source à l'embouchure du lac des Échos (longueur : 1,4 km ; altitude : 296 m), dans la réserve faunique de Rimouski, dans les monts Notre-Dame. Ce lac de tête est situé en zone forestière au sud du cours de la rivière Verte et au nord du cours de la rivière Touladi.
L’embouchure du lac des Échos est située dans la partie ouest de la réserve faunique de Rimouski à :
- 1,4 km au sud-ouest de la limite de la municipalité d’Esprit-Saint (soit la limite nord-ouest) de la réserve faunique de Rimouski ;
- 10,6 km au nord de la frontière entre le Québec et le Nouveau-Brunswick ;
- 11,3 km au nord-est de la confluence de la rivière de l’Orient ;
- 9,6 km au nord-est de la limite nord-est de la MRC de Témiscouata.

La rivière de l’Orient coule sur 22,8 km répartis selon les segments suivants :
- 2,2 km vers l’ouest jusqu’à la limite de la municipalité d'Esprit-Saint ;
- 2,1 km vers le nord-ouest, jusqu'au ruisseau des Larmes (venant du sud) ;
- 4,4 km vers le nord-ouest, jusqu'à la confluence de la rivière Verte (venant du nord-est) ;
- 2,1 km vers le nord-ouest, jusqu'à un coude de la rivière ;
- 5,0 km vers le sud-ouest, en formant plusieurs petits serpentins et en traversant une zone de marais en fin de segment, jusqu’à un ruisseau (venant du nord) ;
- 7,0 km vers le sud-ouest, en formant plusieurs petits serpentins et  en traversant quelques petites zones de marais, jusqu'à la confluence de la rivière[2].

La rivière de l’Orient se déverse sur la rive nord-est de la rivière Touladi. Cette confluence est située à :
- 0,2 km au nord-est de la limite de la municipalité de Biencourt, de la MRC de Témiscouata ;
- 2,2 km en aval du lac Biencourt ;
- 9,5 km à l’est du centre du village de Lac-des-Aigles ;
- 17,1 km au nord-est du centre du village de Saint-Michel-du-Squatec ;
- 33,7 km au nord-est de la confluence de la rivière Touladi.

## Toponymie
Le toponyme « Rivière de l’Orient » a été officialisé le 5 décembre 1968 à la Commission de toponymie du Québec.